# Irma Lozano
Susana Irma Lozano González (Monterrey, 24 de agosto de 1943 — Cidade do México, 21 de outubro de 2013) foi uma atriz mexicana.

## Filmografia

### Televisão
- Un gancho al corazón (2008) .... Teresa García
- Palabra de mujer (2007) .... Carlota Álvarez y Junco
- Destilando amor (2007) .... Constanza Santos de Montalvo
- La verdad oculta (2006) .... Dora Ramírez
- Misión S.O.S Aventura y amor (2004) .... Clemencia Martínez
- La intrusa (2001) .... Laura Rivadeneira
- Carita de ángel (2000) .... Altagracia Lemus Viuda de Rivera
- El niño que vino del mar (1999) .... Pilar Serrano
- Marisol (1996) .... Sofía Garcés del Valle
- Morir dos veces (1996) .... Carmen
- Marimar (1995)
- Amor de nadie (1990) .... Betty
- Balada por un amor (1990) .... Leonora Mercader
- Mi segunda madre (1989) .... María
- Rosa salvaje (1987) .... Paulette Montero de Mendizábal
- Pobre juventud (1986) .... Josefina
- Vivir un poco (1985) .... Rosa Merisa Obregón
- Amor ajeno (1983) ... Déborah de la Serna
- Caminemos (1980) .... Evelia
- Honrarás a los tuyos (1979) .... Toña
- Lágrimas negras (1979)
- Mundo de juguete (1974) .... Hermana Rosario
- El honorable señor Valdez (1973) .... Martha
- El amor tiene cara de mujer (1971) .... Matilde Suárez
- Yesenia (1970) .... Luisita
- La gata (1970) .... Vickie Suárez
- Un color para tu piel (1969) .... Virginia
- La familia (1969)
- Juventud divino tesoro (1968) .... Titina
- Rubí (1968) .... Maribel
- Felipa Sánchez, la soldadera (1968) .... Lolita
- Angustia del pasado (1967)
- Anita de Montemar (1967) .... Alicia Miranda de Montemar
- El juicio de nuestros hijos (1967)
- Los medio hogares (1966) .... Marisa
- Mária Isabel (1966) .... Rosa Isela/Graciela
- El derecho de nacer (1966)
- El medio pelo (1966) .... Aurorita Pérez García
- Las abuelas (1965)
- El dolor de vivir (1964) .... Bertha
- Historia de un cobarde (1964)
- Madres egoístas (1963)
- La culpa de los padres (1963)

### Cinema
- Federal de narcóticos (División Cobra) (1991)
- ¡El que no corre... vuela! (1981)
- El Robo imposible  (1981)
- Benjamín Argumedo el rebelde (1979)
- El Secuestro de los cien millones  (1979)
- La Niña de la mochila azul (1979)
- El Hombre desnudo (1973)
- Sangre derramada (1973)
- Los Perturbados (1972)
- Yesenia (1971) .... Luisita
- Lo que más queremos (1970)
- El Medio pelo (1970) .... Aurorita Pérez García
- Un Mulato llamado Martín (1970)
- Rosas blancas para mi hermana negra (1970)
- Cruz de amor (1970) .... Marisol
- Confesiones de una adolescente (1969)
- La Rebelión de las hijas (1969)
- Tápame contigo (1969)
- Modisto de señoras (1969)
- Las Posadas (1968)
- Todo por nada (1968)
- Los Amores de Juan Charrasqueado (1968)
- El Día de la boda (1967)
- María Isabel (1967) .... Graciela Pereira
- Adiós cuñado! (1966)
- Don Juan 67 (1966)
- Gigantes planetarios (1965)

### Teatro
- "La luna es azul"
- "Los signos del zodíaco"
- "Tres auténticos angelitos"
- "El casado casa quiere"
- "Tú y yo igual amor"
- "Los árboles mueren de pie"
- "Así hablaba Zaratustra"
- "Las brujas de Salem"
- "Susana quiere ser decente"
- "Que bonita familia"
- "El baile"
- "A media luz... los tres"
- "El cumpleaños de la tortuga"
- "El Evangelio"
- "Vanidades"
- "Jardín de invierno"
- "Atlántida"
- "Yo me bajo en la próxima ¿y usted?"
- "El brillo de la ausencia"
- "Tía Mame"
- "Rojo amanecer"
- "Él y sus mujeres"
- "Silvia"
- "La lección de la sábila"
- "Contigo es diferente"
- "Equss"
- "El hombre, la bestia y la virtud"
- "Desatinos"
- "Los héroes del día siguiente"
- "Cárcel de mujeres"
- "Panorama desde el puente"
- "Celos con celos se curan"
- "La suerte de la consorte"
- "Mujeres frente al espejo"
- "Descalzos por el parque"
- "Monólogos de la vagina"
- "Adorables Enemigas"
- "Luminaria"

## Prêmios e indicações

### TVyNovelas
| Ano  | Categoria                    | Telenovela     | Resultado |
| ---- | ---------------------------- | -------------- | --------- |
| 1987 | Melhor atriz co-protagonista | Pobre juventud | Indicado  |
| 1986 | Melhor atriz co-protagonista | Vivir un poco  | Venceu    |
| 1984 | Melhor atriz protagonista    | Amor ajeno     | Indicado  |